# Dynamic Script Loading
Pour les articles homonymes, voir DSL.
Dynamic Script Loading ou DSL (en français, chargement dynamique de script) est une technique de JavaScript permettant de communiquer dynamiquement avec le serveur et de façon asynchrone (voir AJAX). En pratique, on utilise généralement le DOM pour charger un script JavaScript généré par le serveur.

## Exemple
```
function
 
dsl
()

{

    
var
 
script
 
=
 
document
.
createElement
(
'script'
);

    
script
.
setAttribute
(
'type'
,
'text/javascript'
);

    
script
.
setAttribute
(
'src'
,
'script.php'
);

    
document
.
body
.
appendChild
(
script
);

    
document
.
body
.
removeChild
(
script
);

}

```

Cette fonction appelle le fichier script.php, celui-ci peut "répondre" en générant du javascript :
```
<?php

header
(
'Content-type: text/javascript'
);

echo
 
'alert("Réponse du serveur");'
;

?>

```